# Alma (Buffalo County)
Alma ist eine Kleinstadt (mit dem Status „City“) und Verwaltungssitz des Buffalo County im US-amerikanischen Bundesstaat Wisconsin. Das U.S. Census Bureau hat bei der Volkszählung 2020 eine Einwohnerzahl von 716 ermittelt.

## Geografie

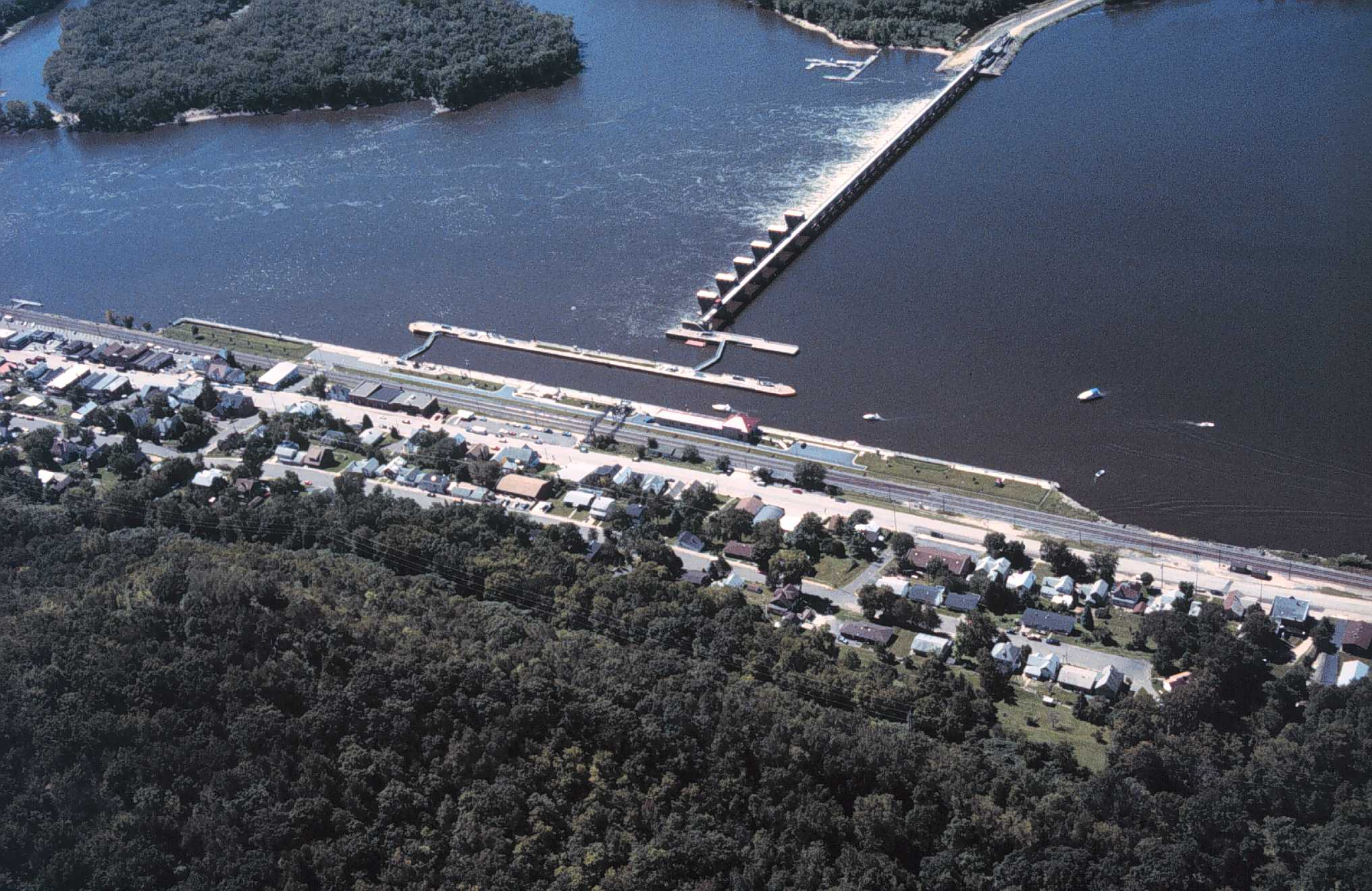
Lock and Dam No. 4 zwischen Alma und dem Ufer von Minnesota

Alma liegt im Westen von Wisconsin, an der Mündung des Buffalo River in den Mississippi, der die Grenze zu Minnesota bildet. Die geografischen Koordinaten von Alma sind 44°20' nördlicher Breite und 91°55' westlicher Länge. Das Stadtgebiet erstreckt sich über eine Fläche von 20,2 km², die sich auf 15,2 km² Land- und 5,0 km² Wasserfläche verteilen.
Zwischen Alma und dem gegenüberliegenden Ufer von Minnesota befindet sich mit Lock and Dam No. 4 eines von 28 Stauwerken und Schleusen, die die Schifffahrt am oberen Mississippi ermöglichen.
Durch Alma führt aus nördlicher Richtung kommend der Wisconsin Highway 35. In der Ortsmitte befindet sich der westliche Endpunkt des Wisconsin Highway 37.
Die nächstgelegenen größeren Städte sind Rochester in Minnesota (ca. 60 km südwestlich), Eau Claire (ca. 60 km nordöstlich), La Crosse (ca. 75 km südöstlich) und die Twin Cities (Minneapolis und Saint Paul) in Minnesota (ca. 120 km nordwestlich).

## Bevölkerung
Nach der Volkszählung im Jahr 2010 lebten in Alma 781 Menschen in 386 Haushalten. Die Bevölkerungsdichte betrug 51,4 Einwohner pro Quadratkilometer. In den 386 Haushalten lebten statistisch je 1,95 Personen.
Ethnisch betrachtet setzte sich die Bevölkerung zusammen aus 98,5 Prozent Weißen, 0,1 Prozent (eine Person) Afroamerikanern, 0,4 Prozent amerikanischen Ureinwohnern sowie 0,1 Prozent Asiaten; 0,9 Prozent stammten von zwei oder mehr Ethnien ab. Unabhängig von der ethnischen Zugehörigkeit waren 0,6 Prozent der Bevölkerung spanischer oder lateinamerikanischer Abstammung.
15,4 Prozent der Bevölkerung waren unter 18 Jahre alt, 57,1 Prozent waren zwischen 18 und 64 und 27,5 Prozent waren 65 Jahre oder älter. 49,0 Prozent der Bevölkerung war weiblich.
Das mittlere jährliche Einkommen eines Haushalts lag bei 37.841 USD. Das Pro-Kopf-Einkommen betrug 25.564 USD. 9,9 Prozent der Einwohner lebten unterhalb der Armutsgrenze.

## Bekannte Bewohner
- Arnold Gesell (1880–1961), Psychologe, Kinderarzt und Mitbegründer der Entwicklungspsychologie – geboren und aufgewachsen in Alma

## Wirtschaft und Kultur
Alma ist eine von Wisconsin’s historischen Städte entlang der Great River Road, einer Zusammenstellung von U.S. Highways, State Routes und County Roads, die zusammenhängend durch zehn US-amerikanische Bundesstaaten und zwei kanadische Provinzen an beiden Ufern des Mississippi entlangführt. Der durch Alma führende Teil wird als National Scenic Byway ausgewiesen, einer Straße die sich in ihrem Verlauf durch Sehenswürdigkeiten mit einer herausragenden archäologischen, kulturellen oder historischen Bedeutung, durch eine Umgebung mit einem hohen Erholungs- und Freizeitwert oder durch besonders sehenswerte Natur- und Landschaftsgegebenheiten auszeichnet.
Durch seine im Europäischen Stil des 19. Jahrhunderts erhaltenen in die Klippen am Fluss gebauten Gebäude (Überbleibsel der ersten Siedler Schweizer Herkunft) wird Almas „Main Street“ im National Register of Historic Places (Nationales Verzeichnis der Historischen Stätten) geführt.
Oberhalb der Staustufe befindet sich ein Hauptnistplatz des Weißkopfseeadlers.
In Alma befindet sich das Castlerock Arms and Armour Museum, in welchem eine Privatsammlung aus originalen Waffen und Repliken ausgestellt wird.